# Schojn (staroegipska jednostka miary)
Schojn – staroegipska miara odległości, równa około 16,648 km.